# Efekt Kirke
Efekt Kirke (kataliza elektrostatyczna) – oddziaływanie niereaktywnych regionów substratu z enzymem, wymuszające ulokowanie reaktywnego fragmentu substratu w centrum aktywnym. W ten sposób energia wiązania substratu ułatwia przejście reagujących grup w stan przejściowy. Koncepcja ta została zaproponowana w 1969 r. przez amerykańskiego biochemika Williama Jencksa, a jej nazwa nawiązuje do mitologii greckiej. Bogini Kirke wabiła podróżnych i zamieniała ich w wieprze.